# Berest (Pologne)
Pour les articles homonymes, voir Berest.
Berest (prononciation : [ˈbɛrɛst]), également connue sous le nom ukrainien de Berest (ukrainien : Берест), est une localité polonaise de la gmina de Krynica-Zdrój, située dans le powiat de Nowy Sącz en voïvodie de Petite-Pologne.